# Dirofilaria immitis
Dirofilaria immitis — вид круглих червів з надродини філярій (Filarioidea). Паразити хижих ссавців, переважно собак. Як хазяї також можуть виступати інші псові, кішки, тхори і морські леви; в дуже рідкісних випадках відбувається зараження людини, тоді виникає дирофіляріоз. Статевозрілі стадії мешкають у кровоносних судинах легень і в правому шлуночку серця. Захворювання може перебігати у тяжкій формі й приводити до загибелі тварини. Для здійснення життєвого циклу цього виду необхідна участь переносника, в ролі якого виступають комарі родини Culicidae.

## Історія вивчення
Перший опис цих паразитів у собаки було зроблено в США, опубліковано в «Західній Газеті Медицини та Хірургії» (англ. The Western Journal of Medicine and Surgery) у 1847 році. У котячих вони були описані в 1920-х роках.

## Поширення
У свій час їх поширення обмежувалося південною частиною Сполучених Штатів, зараз же вони поширилися майже у всіх місцях, де живуть комарі. Зараження цими паразитами було зафіксовано у всіх штатах США, за винятком Аляски, і в теплих районах Канади. Високий рівень заражених був зафіксований в смузі шириною 150 миль уздовж узбережжя США від Техасу до Нью-Джерсі, а також вздовж берегів річки Міссісіпі. Також ці паразити зустрічаються в Південній Америці, південній частині Європи, Південної Азії, на Середньому Сході, в Австралії і Японії.

## Цікаві факти
Знаменитий пес по кличці Хатіко, який є символом відданості в Японії, був заражений цими гельмінтами.